# Municipio de Elm Grove (condado de Louisa)
El municipio de Elm Grove (en inglés: Elm Grove Township) es un municipio ubicado en el condado de Louisa en el estado estadounidense de Iowa. En el año 2010 tenía una población de 202 habitantes y una densidad poblacional de 3,09 personas por km².

## Geografía
El municipio de Elm Grove se encuentra ubicado en las coordenadas 41°11′29″N 91°25′32″O / 41.19139, -91.42556. Según la Oficina del Censo de los Estados Unidos, el municipio tiene una superficie total de 65.4 km², de la cual 65,4 km² corresponden a tierra firme y (0 %) 0 km² es agua.

## Demografía
Según el censo de 2010, había 202 personas residiendo en el municipio de Elm Grove. La densidad de población era de 3,09 hab./km². De los 202 habitantes, el municipio de Elm Grove estaba compuesto por el 97,52 % blancos, el 2,48 % eran de otras razas. Del total de la población el 2,97 % eran hispanos o latinos de cualquier raza.